# جوناثان تاكر
جوناثان موس تاكر (بالإنجليزية: Jonathan Moss Tucker) (ولد في 31 مايو 1982) هو ممثل أمريكي عُرف بأدواره في السينما والتلفزيون، وبرز بأعمال درامية وأكشن متعددة في هوليوود منذ التسعينيات.

## الحياة المبكرة
وُلد تاكر في بوسطن بولاية ماساتشوستس، وهو نجل بول هايز تاكر، أستاذ تاريخ الفن بجامعة ماساتشوستس وخبير عالمي في كلود مونيه، ووالدته من أصول أيرلندية ويهودية. تلقى تعليمه في مدرسة ثاشر في أوجاي، كاليفورنيا، ودرس الباليه في مدرسة بوسطن للباليه.

## المسيرة الفنية
بدأ تاكر التمثيل في سن مبكرة، وظهر لأول مرة في فيلم *Two If by Sea* عام 1996، ثم نال شهرة واسعة في أفلام مثل:
- ذا فيرجين سوزايدز (1999)
- هوستيل (2005)
- ذا تكساس تشينسو ماساكير (2003)

وفي التلفزيون، عُرف بأدواره في:
- ذا بلاك دونليز
- هانيبال
- ويست وورلد (2018–2020)
- سيتي أون آيه هيل (2019–2022)

تميز بأداء أدوار درامية مكثفة وشخصيات معقدة، وهو معروف بتفانيه في التحضير لأدواره وتنوعه في اختيار الشخصيات.

## الحياة الشخصية
تزوج من تارا أفيبا عام 2012، وهي خبيرة علاقات عامة، ولديه منها طفلان. يُعرف تاكر بانخراطه في الأعمال الخيرية والمجتمعية.

## الجوائز والترشيحات
رُشح لعدة جوائز، أبرزها:
- جائزة الجمعية الوطنية لنقاد السينما لأفضل ممثل مساعد عن *In the Valley of Elah* (2007)
- جائزة ساتورن لأفضل ممثل مساعد في مسلسل تلفزيوني عن دوره في *ويست وورلد*

## روابط خارجية
- جوناثان تاكر على IMDb
- حسابه الرسمي على إنستغرام
- المقال الإنجليزي

### روابط خارجية
- جوناثان تاكر على موقع IMDb (الإنجليزية)
- جوناثان تاكر على موقع روتن توميتوز (الإنجليزية)
- جوناثان تاكر على موقع ألو سيني (الفرنسية)
- جوناثان تاكر على موقع أول موفي (الإنجليزية)
- جوناثان تاكر على موقع قاعدة بيانات الأفلام السويدية (السويدية)
- جوناثان تاكر على موقع إن إن دي بي (الإنجليزية)
- جوناثان تاكر على موقع قاعدة بيانات الفيلم (الإنجليزية)
- جوناثان تاكر على موقع كينوبويسك (الروسية)
- jonathanmtuckerعلى تويتر.